# Javier Muñoz
Javier 'Javi' Muñoz Jiménez (ur. 28 lutego 1995 w Parle) – hiszpański piłkarz występujący na pozycji pomocnika w SD Eibar.